# Río Ilinei
El río Ilinei (del ruso: Илиней) es un río del óblast de Tiumén, en Rusia. Es un afluente por la izquierda del río Vagái, que lo es del río Irtish, y este a su vez del río Obi, a cuya cuenca hidrográfica pertenece.

## Geografía
Su curso tiene 64 km de longitud y su cuenca 798 km². Nace a unos 91 m sobre el nivel del mar junto al lago Semekul, entre el pantano Dikoye y el pantano Alabuga, y se dirige hacia el estenordeste en todo su curso, pasando por Malínovka, Busarovka y Sévernaya antes de desembocar a 59 m de altura en el Vagái al suroeste de Novopetrovo a 254 km de su desembocadura en el río Irtish en Vagái.